# Liste der Kulturdenkmale in Schwanebeck
In der Liste der Kulturdenkmale in Schwanebeck sind alle  Kulturdenkmale der Gemeinde Schwanebeck und ihrer Ortsteile aufgelistet. Grundlage ist das Denkmalverzeichnis des Landes Sachsen-Anhalt, das auf Basis des Denkmalschutzgesetzes des Landes Sachsen-Anhalt vom 21. Oktober 1991 durch das Landesamt für Denkmalpflege und Archäologie Sachsen-Anhalt erstellt und seither laufend ergänzt wurde (Stand: 31. Dezember 2021).

## Kulturdenkmale nach Ortsteilen

### Büblingen
| Lage                                                                | Bezeichnung         | Beschreibung                                               | Erfassungs- nummer | Ausweisungsart | Bild                |
| ------------------------------------------------------------------- | ------------------- | ---------------------------------------------------------- | ------------------ | -------------- | ------------------- |
| Johannisstraße östlich der Altstadt im alten Dorf Büblingen (Karte) | Kirche St. Johannis | St. Johannis, Flur 5, Flurstück 1986/263 und 262 (Kirche), | 107 15048          | Baudenkmal     | Kirche St. Johannis |

### Nienhagen
| Lage                                                   | Bezeichnung        | Beschreibung                                         | Erfassungs- nummer | Ausweisungsart               | Bild               |
| ------------------------------------------------------ | ------------------ | ---------------------------------------------------- | ------------------ | ---------------------------- | ------------------ |
| Gutsstraße 7, 8 (ehemals Ludwig-Jahn-Straße 8) (Karte) | Rittergut          | Rittergut, auch als Gutshaus bezeichnet              | 094 00734          | Baudenkmal                   | Rittergut          |
| Gutsstraße (Karte)                                     | Park               | Park                                                 | 094 00734 001      | Teilobjekt eines Baudenkmals | Weitere Bilder     |
| Ernst-Thälmann-Straße (alt: Tränkestraße 10) (Karte)   | Kirche St. Martini | Kirche Flur 3, Flurstücke 137/63 und 101/63 Ortslage | 094 00728          | Baudenkmal                   | Kirche St. Martini |
| Klosterhof 1 (Karte)                                   | Klosterhof         |                                                      | 094 00729          | Baudenkmal                   | Klosterhof         |
| Ludwig-Jahn-Straße 8 (Karte)                           | Wirtschaftshof     | sog. Lange Reihe                                     | 094 00733          | Denkmalbereich               | Wirtschaftshof     |

### Schwanebeck
| Lage                                                        | Bezeichnung                | Beschreibung | Erfassungs- nummer | Ausweisungsart                   | Bild           |
| ----------------------------------------------------------- | -------------------------- | --- | ------------------ | -------------------------------- | -------------- |
| Altstadt (Karte)                                            | Ortskern                   | mittelalterl. Stadtkern mit Wallanlage und Stadtmauerresten                                                                             | 094 00241          | Denkmalbereich                   | Ortskern       |
| an der Halberstädter Straße (Karte)                         | Park                       | Park | 094 00482          | Denkmalbereich                   | Park           |
| Halberstädter Straße, Steinbrücke                           | Kriegerdenkmal Schwanebeck | Kriegerdenkmal | 094 00482 001      | Teilobjekt eines Denkmalbereichs | Weitere Bilder |
| an der Halberstädter Straße (Karte)                         | Graben                     | Schwämme | 094 00221          | Baudenkmal                       | Graben         |
| Koordinaten fehlen! Hilf mit.                               | Wohnhaus                   | | 094 00002          | Baudenkmal                       |                |
| Auf der Freiheit 4 (Karte)                                  | Wohnhaus                   | Eckbebauung zum Hohen Weg | 094 00466          | Baudenkmal                       | Weitere Bilder |
| Auf der Freiheit 17 (Karte)                                 | Wohnhaus                   | | 094 00471          | Baudenkmal                       | Weitere Bilder |
| Auf der Freiheit 18 (Karte)                                 | Bauernhaus                 | drei Gebäude | 094 00468          | Baudenkmal                       | Weitere Bilder |
| Bahnhofstraße 4 (Karte)                                     | Villa                      | | 094 00490          | Baudenkmal                       | Weitere Bilder |
| Breite Straße 34 (Karte)                                    | Bauernhaus                 | | 094 00498          | Baudenkmal                       | Weitere Bilder |
| Breite Straße 49 (Karte)                                    | Bauernhaus                 | | 094 00472          | Baudenkmal                       | Weitere Bilder |
| Burgstraße 10 (Karte)                                       | Ackerbürgerhaus            | | 094 00313          | Baudenkmal                       | Weitere Bilder |
| Burgstraße 11 (Karte)                                       | Wohnhaus                   | | 094 00351          | Baudenkmal                       | Weitere Bilder |
| Burgstraße 22 (Karte)                                       | Wohnhaus                   | | 094 00367          | Baudenkmal                       | Wohnhaus       |
| Burgstraße 24 (Karte)                                       | Bauernhaus                 | | 094 00469          | Baudenkmal                       | Bauernhaus     |
| Dunkle Straße 1 (Karte)                                     | Wohnhaus                   | | 094 00462          | Baudenkmal                       | Wohnhaus       |
| Halberstädter Straße (Karte)                                | Brücke                     | | 094 00481          | Baudenkmal                       | Weitere Bilder |
| Hoher Weg 8 (Karte)                                         | Wohn- und Geschäftshaus    | Eiscafe | 094 00465          | Baudenkmal                       | Weitere Bilder |
| Hoher Weg 9 (Karte)                                         | Wohn- und Geschäftshaus    | neben Diana's Eiscafe | 094 00464          | Baudenkmal                       | Weitere Bilder |
| Im Teiche 15 (Karte)                                        | Bauernhaus                 | eventuell nur noch Reste vorhanden | 094 00500          | Baudenkmal                       | Weitere Bilder |
| Im Winkel                                                   | Wappentafel                | | 094 00480          | Kleindenkmal                     |                |
| Im Winkel                                                   | Wappentafel                | | 094 25510          | Kleindenkmal                     |                |
| Johannisstraße 3 (Karte)                                    | Scheune                    | mittlerer Scheunenteil zwischen Johannisstraße und Baumgarten, Flur 5, Flurstück 382/5, östlich der Altstadt                            | 094 00492          | Baudenkmal                       | Weitere Bilder |
| Kapellenstraße 24 (Karte)                                   | Kirche                     | Katholische Kirche Zum Allerheiligsten Altarsakrament, Flur 11, Flurstück 168/5, südöstlich der Altstadt und südlich der Kapellenstraße | 094 00493          | Baudenkmal                       | Kirche         |
| Kirchstraße 1 (Karte)                                       | Schule                     | | 094 00459          | Baudenkmal                       | Weitere Bilder |
| Kirchstraße 4 (Karte)                                       | Wohnhaus                   | | 094 00457          | Baudenkmal                       | Weitere Bilder |
| Kirchstraße 5 (Karte)                                       | Ackerbürgerhaus            | | 094 02205          | Baudenkmal                       | Weitere Bilder |
| Kirchstraße 15 (Karte)                                      | Wohnhaus                   | | 094 00458          | Baudenkmal                       | Weitere Bilder |
| Kirchstraße 24 (Karte)                                      | Wohnhaus                   | Eckbebauung zur B245 (Breite Straße) | 094 00456          | Baudenkmal                       | Weitere Bilder |
| Klosterstraße 5 (Karte)                                     | Klosterhof                 | | 094 00158          | Baudenkmal                       | Weitere Bilder |
| Klosterstraße 6 (Karte)                                     | Pfarrwitwenhaus            | | 094 00497          | Baudenkmal                       | Weitere Bilder |
| Kreuzwinkel 5 (Karte)                                       | Wohnhaus                   | laut Denkmalliste Schüttewall, tatsächlich ist es aber Kreuzwinkel 5                                                                    | 094 00489          | Baudenkmal                       | Weitere Bilder |
| Kurze Straße 1 (Karte)                                      | Wohnhaus                   | | 094 00470          | Baudenkmal                       | Weitere Bilder |
| Markt im Ortskern a.d. Kirchstraße Ecke Marktstraße (Karte) | Kirche                     | St. Petri | 094 00455          | Baudenkmal                       | Weitere Bilder |
| Markt 2a (Karte)                                            | Ackerbürgerhaus            | sehr schmales Gebäude | 094 00244          | Baudenkmal                       | Weitere Bilder |
| Markt 7 (Karte)                                             | Gasthof                    | Ratskeller | 094 00461          | Baudenkmal                       | Weitere Bilder |
| Marktstraße 1 (Karte)                                       | Rathaus                    | | 094 00460          | Baudenkmal                       | Weitere Bilder |
| Marktstraße 9 (Karte)                                       | Ackerbürgerhof             | | 094 00372          | Baudenkmal                       | Weitere Bilder |
| Marktstraße 12 (Karte)                                      | Bauernhaus                 | | 094 00395          | Baudenkmal                       | Weitere Bilder |
| Marktstraße 15 (Karte)                                      | Pfarrhaus                  | schmales Gebäude | 094 00476          | Baudenkmal                       | Weitere Bilder |
| Mauerstraße 7 (Karte)                                       | Handwerkerhaus             | | 094 00278          | Baudenkmal                       | Weitere Bilder |
| Oscherslebener Straße nordöstlich der Kernstadt (Karte)     | Friedhof Schwanebeck       | Friedhof | 094 00495          | Baudenkmal                       | Weitere Bilder |
| Oscherslebener Straße auf dem Friedhof (Karte)              | Kapelle                    | Kapelle | 094 00495 001      | Teilobjekt eines Baudenkmals     | Weitere Bilder |
| Oscherslebener Straße 30 (Karte)                            | Villa                      | | 094 00501          | Baudenkmal                       | Weitere Bilder |
| Oscherslebener Straße 45 (Karte)                            | Wohnhaus                   | | 094 00502          | Baudenkmal                       | Weitere Bilder |
| Pfarrplan 1 (Karte)                                         | Pfarrhaus                  | Oberpfarre, Flur 6, Flurstück 422, südwestlicher Teil der Altstadt a. d. Stadtmauer                                                     | 094 00041          | Baudenkmal                       | Pfarrhaus      |
| Pfarrplan 2 (Karte)                                         | Gutshaus                   | Flur 6, Flurstück 247/4., im Südwesten der Altstadt                                                                                     | 094 00181          | Baudenkmal                       | Gutshaus       |
| Promenade 24 (Karte)                                        | Villa                      | | 094 00503          | Baudenkmal                       | Weitere Bilder |
| Schüttewall 7 (Karte)                                       | Wohnhaus                   | schlecht einsehbar, viel umbaut | 094 00488          | Baudenkmal                       | Weitere Bilder |
| Winkelstraße 3 (Karte)                                      | Bauernhaus                 | | 094 00474          | Baudenkmal                       | Weitere Bilder |

## Ehemalige Kulturdenkmale nach Ortsteilen
Die nachfolgenden Objekte waren ursprünglich ebenfalls denkmalgeschützt oder wurden in der Literatur als Kulturdenkmale geführt. Die Denkmale bestehen heute jedoch nicht mehr, ihre Unterschutzstellung wurde aufgehoben oder sie werden nicht mehr als Denkmale betrachtet.

### Schwanebeck
| Lage                     | Bezeichnung  | Beschreibung                 | Erfassungs- nummer | Ausweisungsart | Bild         |
| ------------------------ | ------------ | ---------------------------- | ------------------ | -------------- | ------------ |
| Breite Straße 42 (Karte) | Schmiede     | abgerissen, Gelände unbebaut | 094 00487          |                | Schmiede     |
| Kreuzwinkel 13 (Karte)   | ehem. Kirche | heute Wohnhaus               | 094 00475          |                | ehem. Kirche |

## Legende
In den Spalten befinden sich folgende Informationen:
- Lage: Nennt den Straßennamen und wenn vorhanden die Hausnummer des Kulturdenkmals. Die Grundsortierung der Liste erfolgt nach dieser Adresse. Der Link „Karte“ führt zu verschiedenen Kartendarstellungen und nennt die geographischen Koordinaten.
Link zu einem Kartenansichtstool, um Koordinaten zu setzen. In der Kartenansicht sind Baudenkmale ohne Koordinaten mit einem roten bzw. orangen Marker dargestellt und können in der Karte gesetzt werden. Baudenkmale ohne Bild sind mit einem blauen bzw. roten Marker gekennzeichnet, Baudenkmale mit Bild mit einem grünen bzw. orangen Marker.
- Offizielle Bezeichnung: Nennt den Namen, die Bezeichnung oder zumindest die Art des Kulturdenkmals und verlinkt, soweit vorhanden, auf den Artikel zum Objekt.
- Beschreibung: Nennt bauliche und geschichtliche Einzelheiten des Kulturdenkmals, vorzugsweise die Denkmaleigenschaften.
- Erfassungsnummer: Für jedes Kulturdenkmal wird in Sachsen-Anhalt eine 20stellige Erfassungsnummer vergeben. Die letzten zwölf Ziffern werden für die Untergliederung nach Teilobjekten genutzt und werden nur angegeben, soweit vergeben. In dieser Spalte kann sich folgendes Icon  befinden, dies führt zu Angaben zu diesem Baudenkmal bei Wikidata.
- Ausweisungsart: Die Einordnung des Denkmales nach § 2 Abs. 2 DenkmSchG LSA
- Bild: Ein Bild des Denkmales, und gegebenenfalls einen Link zu weiteren Fotos des Kulturdenkmals im Medienarchiv Wikimedia Commons. Wenn man auf das Kamerasymbol klickt, können Fotos zu Kulturdenkmalen aus dieser Liste hochgeladen werden: